# Ferrovia Fidenza-Salsomaggiore Terme
La ferrovia Fidenza-Salsomaggiore Terme è una breve linea ferroviaria italiana che collega Fidenza con Salsomaggiore Terme, in Emilia-Romagna.
Interessata da un significativo movimento di viaggiatori, ha beneficiato negli anni di progressivi miglioramenti nei servizi e negli impianti.

## Storia
Un progetto di ferrovia per sostituire la tranvia interurbana che collegava le due località emiliane ed era esercita dalla società Autoguidovie Italiane (AGI) fu redatto nel 1928 ad opera dell'Ufficio costruzioni ferroviarie, in collaborazione con l'amministrazione del comune.
La linea ferroviaria fu aperta all'esercizio il 21 aprile 1937 dalle Ferrovie dello Stato con la contemporanea soppressione della parallela tranvia; tale nuova infrastruttura si inquadrava in un più ampio progetto di rilancio della zona, che mirava alla valorizzazione delle terme di Salsomaggiore e che dieci anni prima aveva comportato, tra l'altro, il ritorno all'antico toponimo di Fidenza, di origini latine, in luogo di quello medievale di Borgo San Donnino, che connotava anche il vecchio impianto tranviario.
Il 14 novembre 1938 fu inaugurato l'esercizio a trazione elettrica in corrente continua a 3000 volt.
La gestione dell'infrastruttura e degli impianti ferroviari è affidata, dal 2000, a RFI SpA, società del gruppo Ferrovie dello Stato, che qualifica la linea come complementare.
Il 12 aprile 2009 venne aperta all'esercizio commerciale la fermata intermedia di Vaio-Ospedale, attivata ufficialmente il 14 dicembre 2008.
Nei mesi di gennaio e febbraio 2015 la linea venne chiusa al traffico per l'esecuzione di importanti lavori di rinnovamento, che hanno visto la sostituzione di armamento e massicciata su tutto il percorso e l'innalzamento dei marciapiedi del binario 1 della stazione di Salsomaggiore Terme e dei binari 1 e 1 ovest di quella di Fidenza.

## Caratteristiche
La linea è lunga 9 chilometri, interamente a binario unico con scartamento ordinario di 1435 mm ed elettrificata a 3 000 V CC; presenta un percorso in ascesa costante del 13 per mille.
Nel 1982 fu attivato sulla linea il sistema di esercizio a Dirigenza locale, con conseguente trasformazione della fermata di Salsomaggiore Terme in stazione presenziata da Dirigente Movimento, mantenendo l'abilitazione al servizio merci in piccole quantità.
Negli anni successivi la situazione è ulteriormente mutata, con la totale eliminazione dei servizi merci; attualmente la linea vede un esercizio a spola tra le stazioni di Fidenza e Salsomaggiore, con circolazione regolata dal Dirigente Movimento della stazione di Fidenza: di conseguenza sulla linea può transitare un solo treno per volta ed è sempre lo stesso convoglio a svolgere tutte le corse, viaggiando alternativamente in entrambe le direzioni.
La fermata intermedia di Vaio-Ospedale è impresenziata, sprovvista di segnali fissi e con marciapiedi dotati di tabella di orientamento per indicare la fine del marciapiede stesso.

## Percorso
| Continuation backward |

|  | Unknown route-map component "ABZg+l" | Unknown route-map component "CONTfq" |

| Station on track |

| Unknown route-map component "CONTgq" | Unknown route-map component "ABZgr" |  |

| Unknown route-map component "CONTgq" | Unknown route-map component "ABZgr" |  |

| Stop on track |

| Unknown route-map component "exKBHFe+KHSTe" |

Il bivio di partenza di questa linea è posto subito dopo la stazione di Fidenza, sulla linea Milano-Bologna, in direzione Milano.
Lasciata la città, la linea risale con andamento sud est verso la cosiddetta spianata di Vaio, servita dalla citata fermata di Vaio-Ospedale, costeggiando il parco fluviale regionale dello Stirone.
La stazione capolinea di Salsomaggiore Terme, raggiunta dopo una percorrenza di 7 minuti senza la fermata intermedia di Vaio-Ospedale e di 9 minuti con la fermata, presenta un fabbricato viaggiatori monumentale, disposto di testa rispetto al piano dei binari. Quest'ultimo è oggi costituito dalla sola asta di regresso necessaria all'esercizio a spola, tuttavia erano in passato presenti altri 3 binari ed un tronchino, a testimonianza dei passati modelli di esercizio e del traffico merci ormai cessato.

## Traffico
Il servizio passeggeri è svolto da treni regionali sulla relazione Fidenza – Salsomaggiore Terme operati da Trenitalia Tper nell'ambito del contratto di servizio con la regione Emilia-Romagna. In passato la linea è stata utilizzata per collegamenti diretti tra Salsomaggiore e Reggio Emilia, Milano e Brescia.
L'orario è cadenzato con treni ogni mezz'ora nei giorni feriali e ogni ora in quelli festivi, che fermano a Vaio-Ospedale a corse alterne. Sono presenti inoltre tre coppie di corse dirette Salsomaggiore Terme – Parma, una al mattino, una al pomeriggio e una alla sera.
Non è presente alcun traffico merci.

### Materiale rotabile
Considerate le caratteristiche orografiche della linea e la vocazione passeggeri il servizio è fin dall'origine stato effettuato con materiale leggero.
Fra le prime elettromotrici impiegate figurano le ALe 790/880, in seguito rimpiazzate da ALe 582; l'introduzione dell'orario cadenzato e dell'esercizio a spola portò all'utilizzo pressoché uniforme di convogli ALe+Le 803, sostituiti dal 20 giugno 2005 da convogli Minuetto elettrico di Trenitalia. Dal 2011 tali treni hanno iniziato a scomparire dalla linea, in favore delle meno moderne ALe 642, che a partire dal 6 marzo 2020 sono state prima affiancate e poi sostituite dai nuovi elettrotreni ETR 103 "Pop".